# FM Concepts
FM Concepts es una compañía dedicada a la producción de películas y fotografías para adultos enfocándose en el mercado del Bondage y otro tipo de fetichismos. La empresa fue fundada en 1991 por Eliot Shear y Eric Holman y desde entonces se ha convertido en una de las más importantes del ramo. La empresa tiene su sede en North Hollywood, California.
A lo largo de su historia FM Concepts ha trabajado con cientos de mujeres que van desde actrices de serie B hasta estrellas porno, algunas de ellas solo han realizado unas pocas producciones mientras que otras se han establecido como favoritas de su público y llevan años participando en las filmaciones; la empresa ganó algo de notoriedad en 2003 cuando se dio a conocer que la segundo lugar del Reality Show estadounidense Joe Millionaire, Sarah Kozer había participado en varias de las producciones de la empresa.

## Sitios web
Desde sus inicios en 1991 FM Concepts ha tenido una importante expansión y aparte de las películas que produce hoy maneja varias páginas de internet dedicados a diferentes producciones para adultos a la mayoría de las cuales se accede pagando una suscripción, estos son:
The FM Collection Tras años de producir contenido de diversas temáticas en diferentes páginas, el 26 de noviembre de 2019 y ante los cambios en el mercado producidos por la piratería y el streaming, FM Concepts renunció a tener tantos sitios y creó una nueva web.
En ella fusionaron todos sus sitios de bondage, a saber: Helpless Heroines, Secretaries in Bondage, Costume Bondage, Grand and Bind y Wrapped up Tight ofreciendo tanto sus fotografías como su videos a los subscriptores. De este modo estos obtienen todo el material por un menor precio.
Se tiene planeado que a futuro Couples in Distress y Men in Bondage también terminen incorporándose a este sitio web.
Con esta web, FM Concepts también inició la producción de videos personalizados.
FM Concepts Inc Al igual que los sitios de bondage, en esta página se puede encontrar el grueso del contenido de fetichismo de pies producido por la compañía a lo largo de la historia.

## Sitios desaparecidos
Desde sus inicios en 1991, FM Concepts tuvo una importante expansión y llegó a manejar decenas de páginas web tanto de bondage como de fetichismo de pies. Sin embargo, los cambios en el mercado llevaron a que poco a poco estos sitios fueran cerrando.
Helpless Heroines: (Heroínas indefensas) Se trata del primer sitio de internet que la empresa abrió y por años el más importante y más grande, el grueso del trabajo de la empresa puede encontrarse aquí, el sitio se especializa en imágenes de mujeres atadas y amordazadas, en muchas ocasiones, aunque no necesariamente, las actrices muestran desnudos parciales o totales. Fue el único sitio de la empresa que es actualizado diariamente. En 2019 su contenido pasó a The FM Collection.
Foot Fetish: (Fetichismo de pies) aparte del bondage, la empresa también dedica una parte importante de su producción al Fetichismo de pies, este sitio es el más grande dedicado a esta práctica y muestra fotografías dedicadas a todo aspecto de esta preferencia sexual que van desde mostrar los pies con diferentes tipos de calzado o descalzos así como películas pornográficas enfocadas en esta parte de la anatomía.
Secretaries in Bondage: (Secretarias en bondage), Otro de los más populares sitios de la compañía el cual fue estrenado en 2003; las producciones de este sitio se enfocan igualmente en imágenes de mujeres atadas y amordazadas, pero aquí aparecen vestidas casi siempre con atuendos de oficina, rara vez aparecen parcialmente desnudas y nunca totalmente, por esta razón en este sitio es donde las modelos que no se dedican al cine porno aparecen con más frecuencia. En 2019 su contenido pasó a The FM Collection.
Grab and Bind: (Tomadas y atadas), este sitio se estrenó en 2006 y se enfoca en historias donde las modelos son secuestradas, contrario a otras páginas de FM Concepts donde en cada historia las actrices son atadas en solo una ocasión, aquí las historias son mucho más largas y las modelos son atadas en diversas posiciones y puede que se presenten escenas de Porno softcore u algún otro fetichismo. Cada producción del sitio se enfoca en una de las actrices y solo las preferidas de la audiencia llegan a protagonizar las producciones. El sitio llevó el nombre de The Kidnapping of... hasta 2011, cuando su nombre se cambió por el actual de modo que no se hiciera referencia a un acto criminal. En 2019 su contenido pasó a The FM Collection.
Hard Core Foot Sex: (Sexo duro con pies), Este sitio se enfoca en escenas, ya sea lésbicas o heterosexuales, de Porno hardcore con un fuerte énfasis en los pies.
Costume Bondage: (Bondage con disfraz), Otro sitio de bondage, en este las fotografías muestran a los modelos usando diferentes disfracez al ser atadas atendiendo al nicho del fetichismo de disfracez, las actircez utilizan desde atuendos generalmente relacionados con varias fantasías sexuales como enfermeras, porristas o sirvientas, hasta trajes de novia o de superheroínas. En 2019 su contenido pasó a The FM Collection.
Tickle Hell: (infierno con cosquillas), es el tercer fetichismo en que la empresa se especializa es el de las cosquillas, mismo en el cual se especializa este sitio, las modelos, a veces desnudas a veces vestidas son atadas y entonces se les hacen Cosquillas en todo el cuerpo.
Eat my feet: (cómete mis pies), otro sitio dedicado al fetichismo de pies, en este las fotografías se enfocan en juegos donde una modelo juega con los pies de otra usando principalmente su boca.
Captured Couples: (parejas capturadas), otro sitio de bondage, en este las fotografías muestran escnarios donde uno o más hombres son también capturados y atados junto a las mujeres, el sitio considera que el ver a dos personas de diferentes sexos amarradas la una junto a la otra tiene una carga sexual poderosa. El 8 de marzo de 2011 este sitio fue fusionado con Men in Bondage de modo que el contenido de ambos sitios queda disponible con una sola subscripción.
Stocking Obsession: (Obsesión por las medias), es el último sitio de la empresa enfocado en el fetichismo de pies, presenta todos los aspectos de esta práctica sexual con la particularidad que los pies de las modelos siempre visten Medias, en ocasiones involucra también elementos de bondage.
Wrapped Up Tight: (Fuértemente envueltas), esta página es similar a otros dedicados a la sumisión, las historias muestran a modelos que se involucran en una situación donde son capturadas, pero aquí en vez de acabar amarradas son momificadas, el sitio que tiene un público más específico que los demás se promociona diciendo que dentro de él se encontraran a las chicas lo más indefensas posible, y presume de ser el más grande de su tipo en todo el Internet. En 2015 el sitio desapareció. Pero todo su contenido fue rescatado en 2019 e incorporado a The FM Collection.
Men in Bondage: (Hombres en bondage), otro sitio enfocado en el bondage, pero en este son los hombres quienes son atados y amordazados, mientras que las mujeres aparecen en un rol dominante o por lo menos en el papel de quien rescata al hombre atrapado, así FM Concepts atiende a otro nicho del mercado. El 8 de marzo de 2011 este sitio fue fusionado con Captured Couples de modo que el contenido de ambos queda disponible con una sola subscripción.
Chloroformed Girls: (Chicas atacadas con cloroformo), a pesar de también ser manejado por FM Concepts, este sitio es manejado de manera independiente de todos los demás y no es promocionado junto al resto, como los otros sitios aquí las actrices son atadas y amordazadas, pero en este caso el énfasis es puesto en el momento de la captura, donde la víctima es noqueada con Cloroformo para luego ser inmovilizada mientras está inconsciente.
Dangerous Diva: (La Diva Peligrosa), este es uno de dos sitios que fueron estrenados en 2008, contrario al resto de las páginas que maneja la empresa aquí el acceso al contenido no se da por subscripción sino a través del pago por cada fotohistoria a la que se desea acceder; las producciones del sitio giran alrededor de un personaje ficticio, la Diva Peligrosa, siempre interpretada por la modelo Loren Chance. Esta es una ladrona que tiene una intensa afición por ver a otras chicas atadas, y por lo tanto cada que emprende un robo, ya sea por encargo o por cuenta propia, pone como condición el que exista la posibilidad de atrapar por lo menos a una inocente joven a la cual pueda atar y amordazar. El sitio pasó a ser actualizado irregularmente y al poco desapareció, el personaje siguió apareciendo en otras producciones de la empresa y se ntra en The FM Collection.
Fetish Clip Store: (Tienda de clips fetichistas), se trata de la primera página estrenada en 2010, este es el único sitio para el cual la empresa no produce ningún contenido original, por el contrario da la oportunidad a otras personas de vender su material a través del sitio, la página ha sido utilizada por artistas independitentes, otros productores profesionales de bondage, e incluso por las propias modelos que trabajan para la empresa que aquí pueden mostrar sus propias ideas.
BoundandGagged.us: (atadasyamordazadas.us), el más nuevo sitio manejado por FM Concepts, fue lanzado el 19 de julio de 2010, el sitio recupera el esquema de subscripción mensual de otras páginas ý es actualizado diariamente. No tiene material producido exclusivamente para el sitio, sino que, probando un nuevo esquema, permitirá ver el material de todas las páginas de bondage de FM Concepts. Aunque el precio de subscripción es mayor el atractivo es que al afiliarte a una única página se tendrá acceso a material de todos los diferentes sitios de la compañía. Tras los cambios en el mercado, la desaparición del sitio se dio a conocer en marzo de 2020.
BoundandGagged.tv: (atadasyamordazadas.tv), es una página donde se muestran algunoas de las mejores películas producidas por la compañía y que funciona a través del pago por minuto. Cada que el usuario hace un pago se le abonan a su cuenta los minutos de tiempo correspondientes los cuales puede utilizar en el momento que quiera para ver en línea cualquier video contenido en el sitio. Todo el contenido es ofrecido en alta definición. El sitio fue lanzado el 12 de abril de 2011. Tras cambios en el mercado, la desaparición del sitio se dio a conocer en marzo de 2020.
Bondagleflix.us Este sitio fue estrenado el 27 de marzo de 2012. No tiene material original pero ofrece una manera diferente de acceder al contenido de la productora que continúa buscando nuevos enfoques a su negocio para combatir la piratería. El subscriptor de este sitio obtiene acceso a 32 películas que se encuentran en línea en todo momento. No existe la posibilidad de descargarlas pero se puede acceder a ellas en cualquier momento mientras dure la subscripción, el contenido se renueva cada semana con cinco estrenos de modo que a lo largo de un mes se pueden ver hasta 52 películas de bondage diferentes.
Hand Gagged: (amordazadas con la mano), este sitio se dedicaba a mostrar únicamente imágenes de modelos siendo amordazadas por la mano de alguien más. La página fue dada de baja a finales de 2007, pero rescatando la tradición de mostrar imágenes de este tipo FM Concepts incorporó una sección de mordazas de mano en su nuevo sitio Boundandgagged.us
Mouth Men: (las bocas de los hombres), este sitio se especializaba en fetichismo de pies y mostraba imágenes y videos de las modelos de FM Concepts mientras sus pies eran "adorados" por hombres. El contenido del sitio mostraba a los hombres lamiendo y chupando los pies de las modelos de manera voluntaria. La mayoría de las imágenes y videos tenía a las chicas deseando y disfrutando el tratamiento a sus pies de modo que se convertía en una experiencia orgásmica, aunque en ocasiones también había imágenes de bondage donde la chica estaba prisionera y entonces se le lamían los pies contra su voluntad. El sitio dejó de actualizarse en agosto de 2008 y fue dado de baja a inicios del 2009.
Tied Up For Fun!: (¡atadas para divertirse!), este es el otro sitio estrenado en 2008 y que se manejó bajo el modelo de pago por visión, las historias producidas para esta página giraban en torno a chicas que se sienten sexualmente excitadas por el bondage y por tanto cuando se les presenta la oportunidad buscan amarrar o ser amarradas por alguna amiga, hecho esto buscaran satisfacerse utilizando consoladores, el sitio de fuerte contenido sexual fue actualizado muy irregularmente, y debido a la falta de material fue dado de baja.